# Gabriela Jiménez Godoy
Gabriela Georgina Jiménez Godoy (Zapopan, Jalisco, 23 de febrero de 1987) es una activista social y política mexicana, integrante del partido Movimiento Regeneración Nacional (Morena). Es diputada federal para el periodo de 2024 a 2027.

## Biografía
Es licenciada en Derecho egresada de la Unviersidad UNIVER y maestra en Administración Pública por la Universidad del Valle de México; tiene estudios en curso de maestría en Comunicación y Marketing Político en la Universidad de Alcalá, España; y un diplomado en Derecho Parlamentario en la Universidad Nacional Autónoma de México (UNAM).
De 2011 a 2012 fue directora jurídica en Demun de R.L. de C.V.,  y también fue asistente jurídica y de administración en Integra Gestión e Ingeniería S.A. de C.V. En 2015 dio origen a la fundación «Dime y juntos lo hacemos», de la que fue presidenta en 2018. De ese año a 2021 fue directora general de Servicios a Diputados de la Cámara de Diputados. Fue coordinadora de asesores de las diputado Ulises Ramírez Núñez y Fernando Cuéllar.
En las elecciones de 2018 fue postulada por el Partido de la Revolución Democrática (PRD) y el partido Movimiento Ciudadano, candidata a diputada por el Distrito 5 local; quedó en tercer lular de las preferencias electorales al recibir el 16 833 votos, frente a los 89 653 de Virgilio Caballero Pedraza, candidato de la coalición Juntos Haremos Historia y 38 481 del candidato del Partido Acción Nacional (PAN). En 2019 se unió al «Colectivo Nacional de Mujeres» y a partir de 2020 se unió formalmente a Morena.
En el proceso electoral federal de 2021 fue candidata de la coalición Juntos Hacemos Historia a diputada federal por el Distrito 3 de la Ciudad de México; el resultado electoral le dio el triunfo sobre su competidora Wendy González Urrutia de la coalición Por México al Frente por 266 votos, el 43.36% frente al 43.23%. Sin embargo, González Urrutia impugnó la elección ante el Tribunal Electoral del Poder Judicial de la Federación alegando diversas irregularidades; y el Tribunal le dio la razón, declarando nulas tres casillas con lo que se anuló al triunfo de Jiménez Godoy y se otorgó a González Urrutia que fue diputada en la LXV Legislatura de dicho año a 2024; lo que fue denunciado por Morena como un robo.
En 2022 fundó la asociación civil «Que siga la democracia», de la que se desempeña como presidenta y desde la cual se convirtió en una de las principales promotoras de la convocatoria a la Consulta de revocación de mandato de México de 2022. En las elecciones federales de 2024 es nuevamente candidata a diputada federal por el Distrito 3 por la coalición Sigamos Haciendo Historia; logrando el triunfo con el 52.36% de los votos, superando al 36.70% del candidato de la coalición Fuerza y Corazón por México Salvador Amado Correa Galván. Elegida para la LXVI Legislatura de 2024 a 2027, y en la que ocupa los cargos de secretaria de la comisión de Puntos Constitucionales; e integrante de las comisiones de Justicia; y, de Seguridad Ciudadana; además de vicecoordinadora del grupo parlamentario de Morena.
En 2025 cobró notoriedad al ser señalada por haber presuntamente negociado con diputados del PAN la inclusión en una reforma constitucional contra el nepotismo, de una prohibición para que los hijos de un presidente pudieran sucederlo en el cargo, lo que fue negado por ella. Posteriormente, y en el contesto de la solicitud de desafuero del diputado Cuauhtémoc Blanco por acusaciones de violación, se pronunció a favor de que le fuera retirado el fuero constitucional junto con la diputada María Teresa Ealy Díaz, situandose por ello contra la posición de su grupo parlamentario, que rechazaba el desafuero y luego votando a favor de este, junto con varias otras diputadas que se negaron a seguir la disciplina de voto de su grupo.
Por los dos hechos anteriores, al interior del grupo parlamentario de Morena se solicitó su destitución del cargo de vicecoordinadora, pero finalmente no se oficializó la solicitud, por lo que continúa en el cargo.